# Giuseppe Andreoli (general)
Giuseppe Andreoli, italijanski general, * 1892, † 1945.